# Chapelle Saint-Jean de l'Ouradou
La chapelle Saint-Jean de l'Ouradou est une chapelle située à Estaing, en France.
Elle fait l'objet d'une protection au titre des monuments historiques.

## Localisation
La chapelle est située sur la commune d'Estaing, dans le département français de l'Aveyron, environ un kilomètre au nord-nord-ouest du bourg, en bordure de la route départementale 97. Elle est incluse dans un corps de ferme.

## Historique
Sur l'emplacement d'un ancien oratoire, la chapelle de l'Ouradou est construite à partir de 1524 et consacrée en 1529 par François d'Estaing, l'évêque de Rodez. À la Révolution, elle est vendue en 1793, en tant que bien national.
L'édifice est inscrit au titre des monuments historiques le 16 janvier 1997.

## Architecture et mobilier
L'édifice est petit, la nef n'occupant qu'une seule travée.
Le chœur, séparé de la nef par un arc triomphal, est orné d'un retable qui comporte une niche de style gothique flamboyant. Dans celle-ci, un bas-relief de la première moitié du XVIe siècle en pierre taillée est classé en 1936 au titre des monuments historiques. Cette sculpture représentant le Baptême du Christ a été restaurée en 1954.
Également classée en 1936 et restaurée en 1954, une autre sculpture en pierre taillée de la même époque se compose de deux statues, un ange et la Vierge, et représente l'Annonciation.
Un bénitier octogonal du premier quart du XVIe siècle est classé depuis 1991.

## Galerie

La chapelle de l'Ouradou
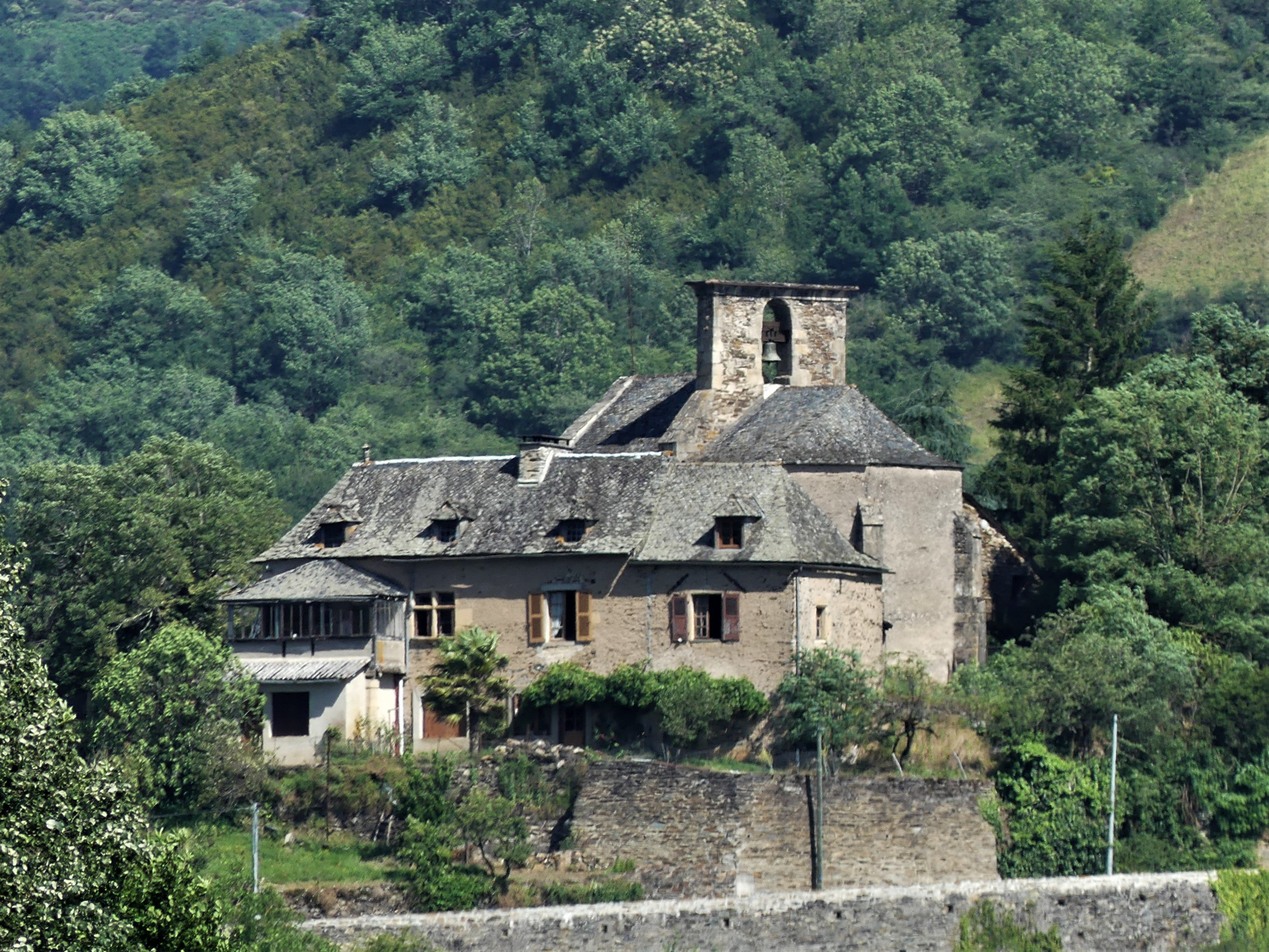
Vue depuis le village d'Estaing.
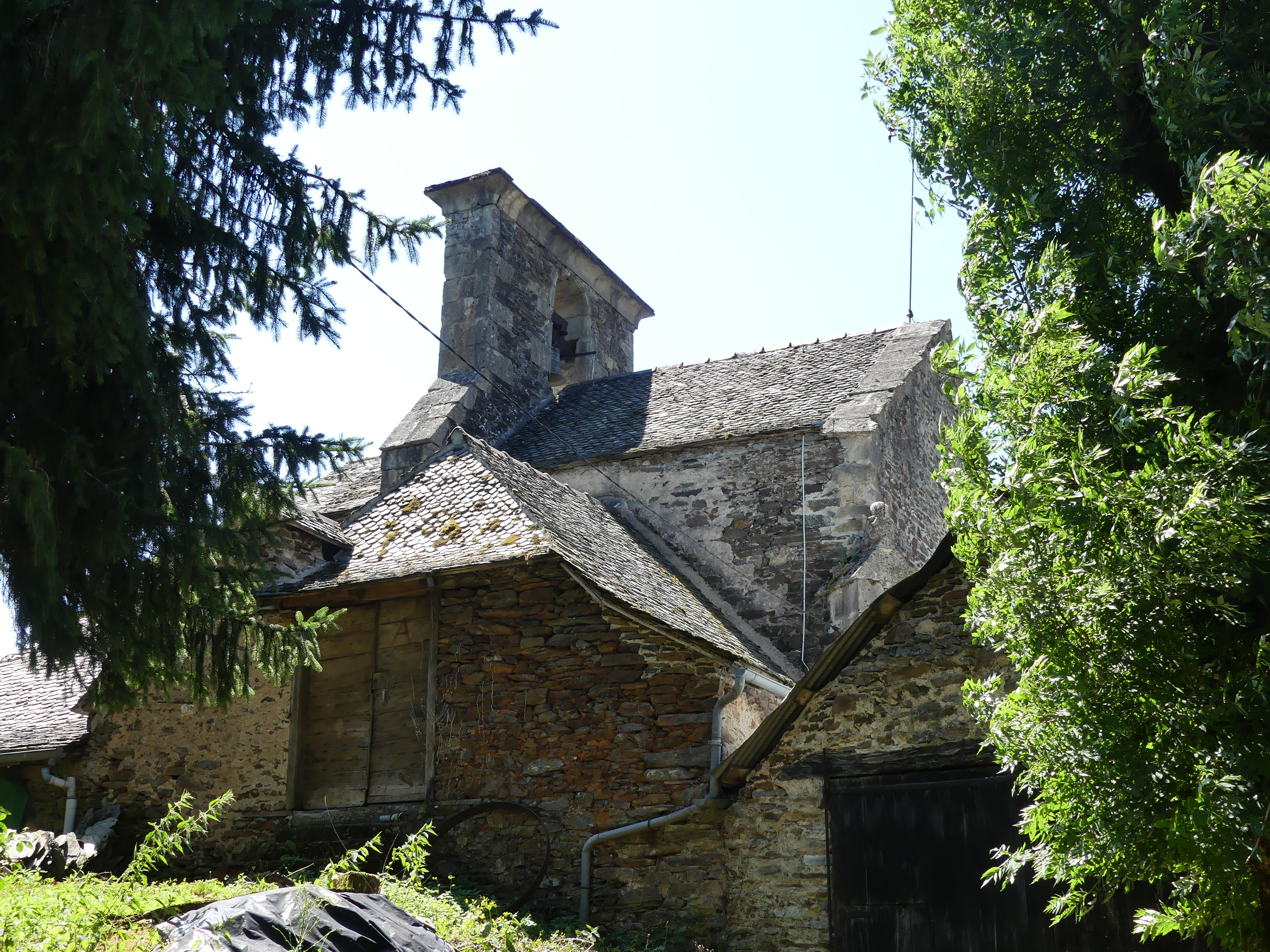
Vue depuis le nord-ouest.
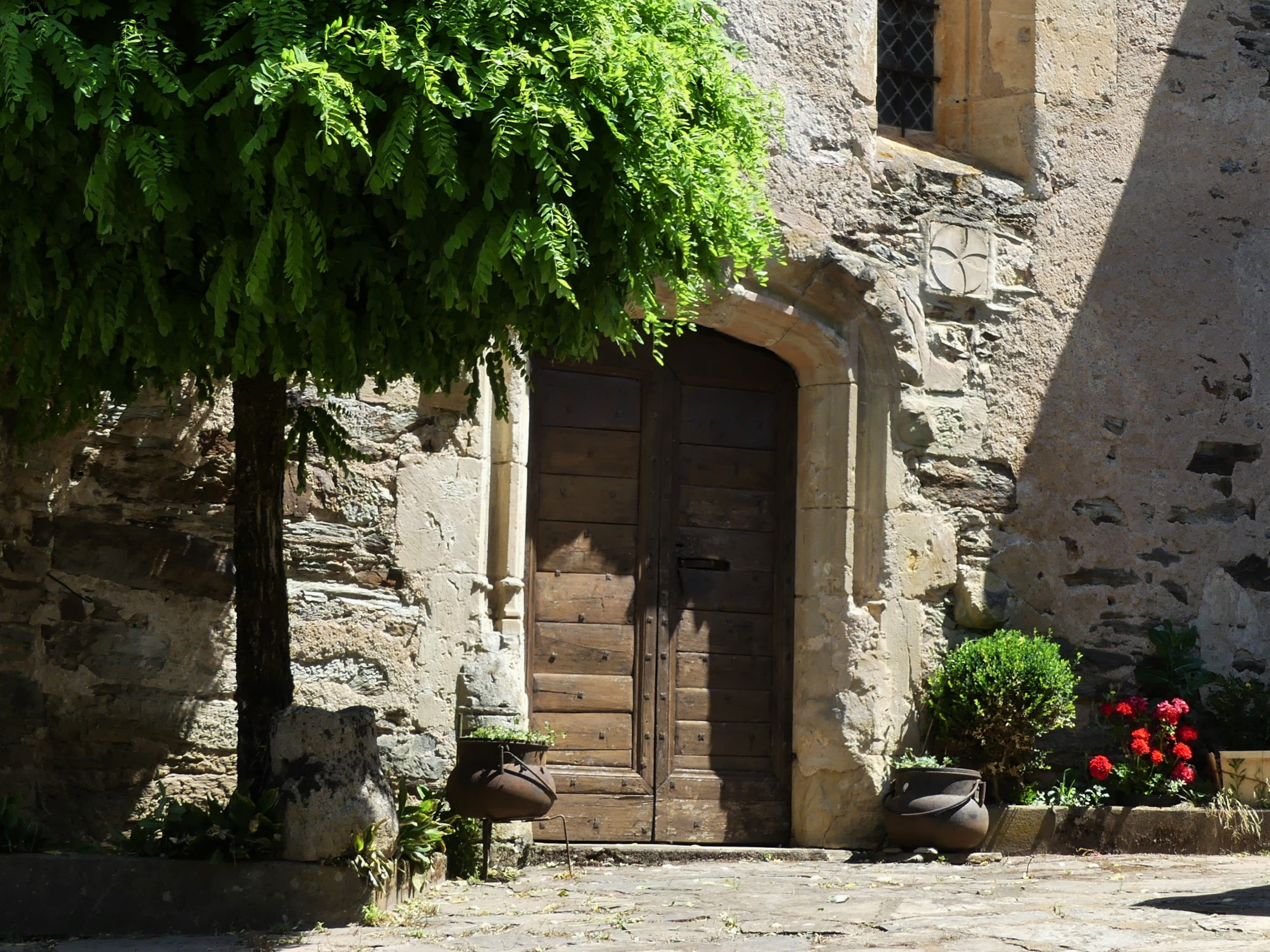
Son portail.
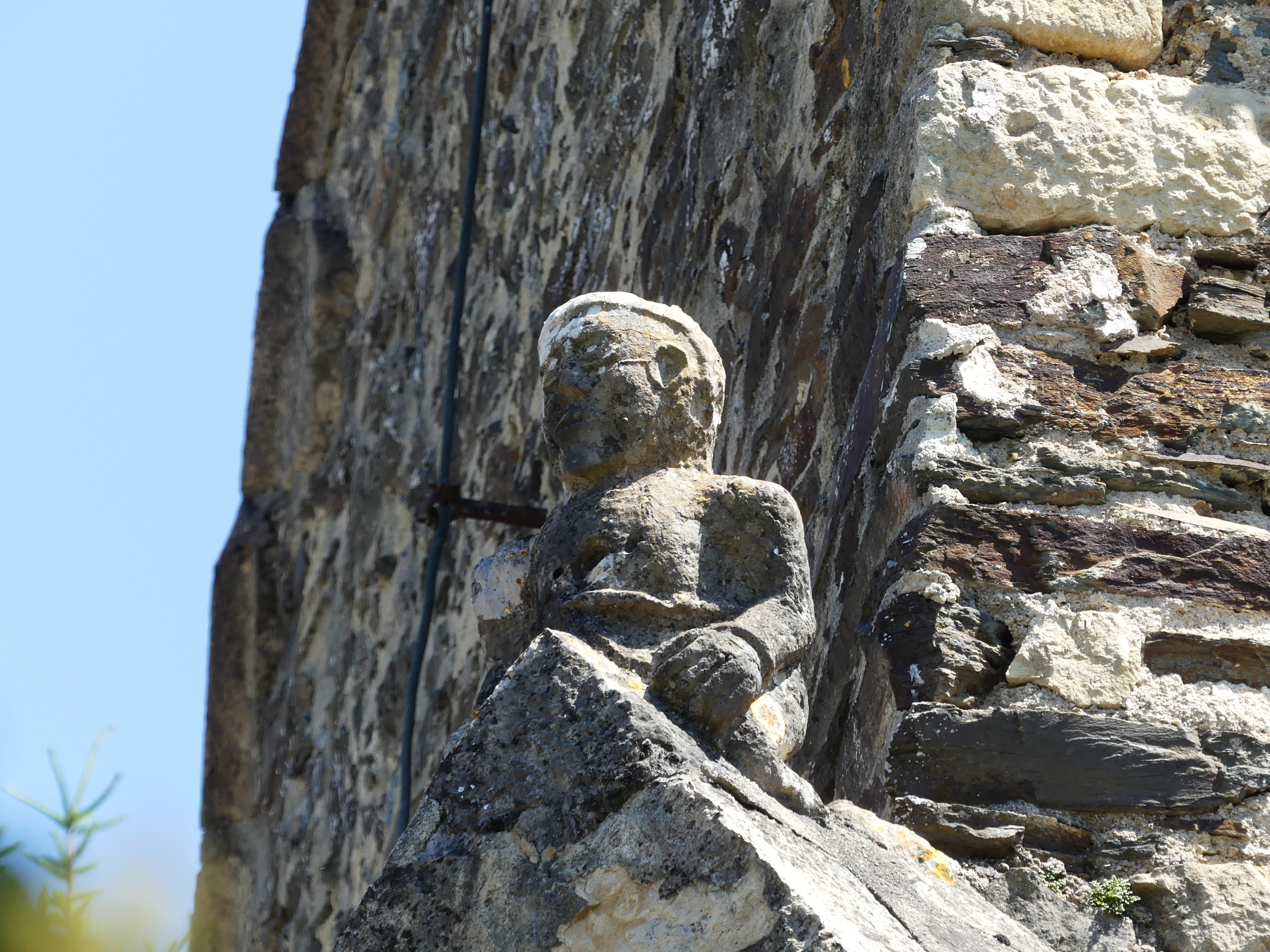
Statue sur un contrefort.